# SAP Open 2012 - Qualificazioni singolare
Le qualificazioni del singolare  dello  SAP Open 2012 sono state un torneo di tennis preliminare per accedere alla fase finale della manifestazione. I vincitori dell'ultimo turno sono entrati di diritto nel tabellone principale. In caso di ritiro di uno o più giocatori aventi diritto a questi sono subentrati i lucky loser, ossia i giocatori che hanno perso nell'ultimo turno ma che avevano una classifica più alta rispetto agli altri partecipanti che avevano comunque perso nel turno finale.

## Qualificazioni

### Teste di serie
1. Rajeev Ram (secondo turno)
2. Ričardas Berankis (ritirato, ultimo turno)
3. Michael Yani (ritirato, ultimo turno)
4. Denis Kudla (qualificato)

1. Pierre-Ludovic Duclos (primo turno)
2. Carlos Salamanca (primo turno)
3. Andre Begemann (primo turno)
4. Tim Smyczek (qualificato)

### Qualificati
1. Dennis Lajola
2. Tim Smyczek

1. Dimitar Kutrovsky
2. Denis Kudla

### Legenda
| - Q = Qualificato - WC = Wild card - LL = Lucky loser | - ALT = Alternate - SE = Special Exempt - PR = Protected Ranking | - w/o = Walkover - r = Ritirato - d = Squalificato |

#### Sezione 1
|  | Primo turno       | Primo turno           | Primo turno       | Primo turno | Primo turno |  |  | Secondo turno   | Secondo turno   | Secondo turno   | Secondo turno | Secondo turno |   |   | Ultimo turno  | Ultimo turno  | Ultimo turno  | Ultimo turno | Ultimo turno |  |
|  |                   |                       |                   |             |             |  |  |                 |                 |                 |               |               |   |   |               |               |               |              |              |  |
|  | 1                 | Rajeev Ram            | Rajeev Ram        | 6           | 6           |  |  |                 |                 |                 |               |               |   |   |               |               |               |              |              |  |
|  |                   | Chris Wettengel       | Chris Wettengel   | 3           | 2           |  |  | 1               | Rajeev Ram      | Rajeev Ram      | 4             | 64            |   |   |               |               |               |              |              |  |
|  | WC                | Pedro Zerbini         | Pedro Zerbini     | 2           | 4           |  |  |                 | Dennis Lajola   | Dennis Lajola   | 6             | 7             |   |   |               |               |               |              |              |  |
|  |                   | Dennis Lajola         | Dennis Lajola     | 6           | 6           |  |  |                 |                 |                 |               |               |   |   | Dennis Lajola | Dennis Lajola | Dennis Lajola | 6            | 6            |  |
|  | Fritz Wolmarans   | Fritz Wolmarans       | Fritz Wolmarans   | 7           | 7           |  |  |                 |                 | Yuki Bhambri    | Yuki Bhambri  | Yuki Bhambri  | 4 | 4 |               |               |               |              |              |  |
|  | Antoine Benneteau | Antoine Benneteau     | Antoine Benneteau | 64          | 65          |  |  | Fritz Wolmarans | Fritz Wolmarans | Fritz Wolmarans | 2             | 4             |   |   |               |               |               |              |              |  |
|  |                   | Yuki Bhambri          | 6                 | 1           | 7           |  |  | Yuki Bhambri    | Yuki Bhambri    | Yuki Bhambri    | 6             | 6             |   |   |               |               |               |              |              |  |
|  | 5                 | Pierre-Ludovic Duclos | 4                 | 6           | 64          |  |  |                 |                 |                 |               |               |   |   |               |               |               |              |              |  |

#### Sezione 2
|  | Primo turno    | Primo turno       | Primo turno       | Primo turno | Primo turno |  |  | Secondo turno | Secondo turno     | Secondo turno | Secondo turno | Secondo turno |   |   | Ultimo turno | Ultimo turno      | Ultimo turno      | Ultimo turno | Ultimo turno |  |
|  |                |                   |                   |             |             |  |  |               |                   |               |               |               |   |   |              |                   |                   |              |              |  |
|  | 2              | Ričardas Berankis | Ričardas Berankis | 6           | 6           |  |  |               |                   |               |               |               |   |   |              |                   |                   |              |              |  |
|  | WC             | Jeff Gast         | Jeff Gast         | 4           | 1           |  |  | 2             | Ričardas Berankis | 6             | 6             | 6             |   |   |              |                   |                   |              |              |  |
|  | Kevin Kim      | Kevin Kim         | 5                 | 7           | 6           |  |  |               | Kevin Kim         | 2             | 7             | 4             |   |   |              |                   |                   |              |              |  |
|  | Clément Reix   | Clément Reix      | 7                 | 64          | 1           |  |  |               |                   |               |               |               |   |   | 2            | Ričardas Berankis | Ričardas Berankis | 3            | 2r           |  |
|  | Carsten Ball   | Carsten Ball      | Carsten Ball      | 7           | 6           |  |  |               |                   | 8             | Tim Smyczek   | Tim Smyczek   | 6 | 4 |              |                   |                   |              |              |  |
|  | Greg Ouellette | Greg Ouellette    | Greg Ouellette    | 63          | 3           |  |  |               | Carsten Ball      | Carsten Ball  | 1             | 2             |   |   |              |                   |                   |              |              |  |
|  |                | Lukáš Dlouhý      | Lukáš Dlouhý      | 1           | 6(1)        |  |  | 8             | Tim Smyczek       | Tim Smyczek   | 6             | 6             |   |   |              |                   |                   |              |              |  |
|  | 8              | Tim Smyczek       | Tim Smyczek       | 6           | 7           |  |  |               |                   |               |               |               |   |   |              |                   |                   |              |              |  |

#### Sezione 3
|  | Primo turno        | Primo turno        | Primo turno        | Primo turno | Primo turno |  |  | Secondo turno | Secondo turno     | Secondo turno     | Secondo turno | Secondo turno |   |   | Ultimo turno      | Ultimo turno      | Ultimo turno      | Ultimo turno | Ultimo turno |  |
|  |                    |                    |                    |             |             |  |  |               |                   |                   |               |               |   |   |                   |                   |                   |              |              |  |
|  | 3                  | Michael Yani       | 6                  | 3           | 6           |  |  |               |                   |                   |               |               |   |   |                   |                   |                   |              |              |  |
|  |                    | Michael McClune    | 3                  | 6           | 3           |  |  | 3             | Michael Yani      | Michael Yani      | 5             | 1r            |   |   |                   |                   |                   |              |              |  |
|  | Takanyi Garanganga | Takanyi Garanganga | Takanyi Garanganga | 4           | 5           |  |  |               | Dimitar Kutrovsky | Dimitar Kutrovsky | 7             | 0             |   |   |                   |                   |                   |              |              |  |
|  | Dimitar Kutrovsky  | Dimitar Kutrovsky  | Dimitar Kutrovsky  | 6           | 7           |  |  |               |                   |                   |               |               |   |   | Dimitar Kutrovsky | Dimitar Kutrovsky | Dimitar Kutrovsky | 6            | 6            |  |
|  | Luka Gregorc       | Luka Gregorc       | Luka Gregorc       | 6           | 6           |  |  |               |                   | Luka Gregorc      | Luka Gregorc  | Luka Gregorc  | 2 | 0 |                   |                   |                   |              |              |  |
|  | Frank Moser        | Frank Moser        | Frank Moser        | 4           | 3           |  |  | Luka Gregorc  | Luka Gregorc      | 6                 | 64            | 7             |   |   |                   |                   |                   |              |              |  |
|  |                    | Daniel Cox         | 62                 | 6           | 6           |  |  | Daniel Cox    | Daniel Cox        | 3                 | 7             | 65            |   |   |                   |                   |                   |              |              |  |
|  | 6                  | Carlos Salamanca   | 7                  | 4           | 3           |  |  |               |                   |                   |               |               |   |   |                   |                   |                   |              |              |  |

#### Sezione 4
|  | Primo turno        | Primo turno        | Primo turno       | Primo turno | Primo turno |  |  | Secondo turno   | Secondo turno    | Secondo turno    | Secondo turno | Secondo turno |   |   | Ultimo turno | Ultimo turno | Ultimo turno | Ultimo turno | Ultimo turno |  |
|  |                    |                    |                   |             |             |  |  |                 |                  |                  |               |               |   |   |              |              |              |              |              |  |
|  | 4                  | Denis Kudla        | Denis Kudla       | 6           | 6           |  |  |                 |                  |                  |               |               |   |   |              |              |              |              |              |  |
|  | WC                 | Dennis Novikov     | Dennis Novikov    | 3           | 4           |  |  | 4               | Denis Kudla      | Denis Kudla      | 7             | 6             |   |   |              |              |              |              |              |  |
|  |                    | Phillip Simmonds   | Phillip Simmonds  | 7           | 6           |  |  |                 | Phillip Simmonds | Phillip Simmonds | 5             | 3             |   |   |              |              |              |              |              |  |
|  | WC                 | Nicholas Edlefsen  | Nicholas Edlefsen | 5           | 4           |  |  |                 |                  |                  |               |               |   |   | 4            | Denis Kudla  | 6            | 67           | 6            |  |
|  | Travis Rettenmaier | Travis Rettenmaier | 4                 | 6           | 3           |  |  |                 |                  |                  | Blake Strode  | 4             | 7 | 4 |              |              |              |              |              |  |
|  | Clayton Almeida    | Clayton Almeida    | 6                 | 1           | 6           |  |  | Clayton Almeida | Clayton Almeida  | Clayton Almeida  | 4             | 0             |   |   |              |              |              |              |              |  |
|  |                    | Blake Strode       | 6                 | 3           | 7           |  |  | Blake Strode    | Blake Strode     | Blake Strode     | 6             | 6             |   |   |              |              |              |              |              |  |
|  | 7                  | Andre Begemann     | 3                 | 6           | 5           |  |  |                 |                  |                  |               |               |   |   |              |              |              |              |              |  |